# Arcade Volleyball
Arcade Volleyball è un videogioco che rappresenta una versione molto semplificata della pallavolo, pubblicato nel 1988 per Commodore 64 sotto forma di codice sorgente in linguaggio macchina sulle pagine della rivista informatica statunitense Compute!'s Gazette. Entro il 1989 uscirono versioni per Amiga e MS-DOS, sempre tramite l'editrice di Compute!, ma sotto forma di eseguibile su floppy.
La versione MS-DOS è probabilmente quella più nota, ed ebbe ampia diffusione su BBS e raccolte di programmi liberamente distribuibili. Nonostante sia un piccolo e semplice programma non commerciale, mantenne una certa notorietà e ispirò numerosi cloni.

## Modalità di gioco
Arcade Volleyball è bidimensionale e ha visuale laterale sul campo da pallavolo, rappresentato con grafica minimalista a sfondo nero. Le due squadre, controllate da giocatori o dal computer, sono formate da omini che hanno l'aspetto di teste sferiche con piccoli piedi. Nell'originale per Commodore 64 ci sono due omini per squadra, che si muovono in sincronia mantenendo sempre la stessa distanza tra loro, mentre nelle versioni Amiga e DOS c'è un solo omino per squadra. Gli omini possono soltanto correre a destra e sinistra e saltare, deviando la traiettoria del salto anche mentre sono in volo. Devono quindi far rimbalzare la palla sulle teste, restando a terra oppure saltando; nel primo caso la palla rimbalza con la stessa velocità, mentre saltando è possibile dare più spinta. Per effettuare il servizio la palla è sospesa in aria.
Il campo occupa tutto il pavimento e la palla può rimbalzare sulle pareti laterali o sul soffitto restando in gioco. Ogni squadra può colpire la palla fino a tre volte di fila, anche con lo stesso omino e anche nel servizio, prima di mandarla all'avversario. Se la palla torna nella propria metà campo dopo aver rimbalzato sulla parete opposta, conta come se l'avesse rimandata l'avversario. Si perde l'azione se la palla finisce a terra nella propria metà campo, finisce sotto la rete, o viene toccata la quarta volta di fila. Il punteggio segue le regole che erano in vigore all'epoca per la pallavolo, ovvero si può segnare un punto solo quando la propria squadra ha battuto il servizio, altrimenti si ottiene soltanto il cambio palla. Si vince la partita ai 15 punti.
Nelle versioni Amiga e MS-DOS, oltre a ridurre da due a uno il numero di componenti delle squadre, venne eliminato lo spazio sotto la rete facendola arrivare fino a terra, e venne resa un'opzione selezionabile il gioco in singolo contro il computer o anche computer contro sé stesso. L'originale Commodore 64 invece permette di abilitare il gioco in singolo solo tramite un comando POKE esterno; il programma infatti era pensato per due giocatori e l'avversario computerizzato era considerato troppo facile e utile più che altro per allenarsi. Nella versione Amiga inoltre il computer gioca con tecniche un po' differenti a seconda che controlli la squadra di destra o di sinistra, pertanto il giocatore ha a disposizione due tipi di avversari. La versione MS-DOS dà la possibilità di giocare anche con la tastiera o il mouse, mentre le altre solo con i joystick.

## Storia
Arcade Volleyball uscì inizialmente sul numero di Compute!'s Gazette di giugno 1988, sotto forma di due pagine di linguaggio macchina esadecimale per Commodore 64 da trascrivere a mano, con un dettagliato articolo descrittivo, realizzato da Rhett Anderson e David Hensley Jr. Poco tempo dopo l'editrice della rivista mise il videogioco in vendita per posta, già trascritto su floppy, all'interno della serie Compute!'s Gazette Disk. In seguito fu pubblicato, sempre per ordine postale, anche nella raccolta Best Gazette Games dei 12 migliori giochi per Commodore 64 apparsi sulla rivista.
Gli stessi autori di Arcade Volleyball avevano già pubblicato su Compute!'s Gazette un gioco per Commodore 64 con motore fisico simile nel 1987, Basketball Sam & Ed (che anni dopo ispirò il gioco commerciale Bouncers per Sega Mega CD).
Arcade Volleyball per Amiga venne pubblicato in formato eseguibile sul dischetto allegato al numero dell'autunno 1989 della rivista sorella Compute!'s Amiga Resource. Questa conversione è accreditata a Rhett Anderson, Tim Midkiff e Randy Thompson, e venne programmata con il compilatore Lattice C 5.0. Divenne poi disponibile come programma in pubblico dominio, anche nelle raccolte della serie Assassins Game Compilation.
Le origini della versione MS-DOS, sebbene sia rimasta la più nota, sono meno chiare. Il primo riferimento da parte dell'editrice sembra essere sul numero di dicembre 1989 della rivista Compute! principale, dove Arcade Volleyball per PC viene pubblicizzato all'interno della raccolta di 9 giochi Compute!'s Best PC Games venduta per posta. Tuttavia non è noto se questa sia stata la prima pubblicazione e lo sviluppo sembra essere avvenuto almeno un anno prima; di solito il gioco viene datato 1988 e i file del programma hanno come data di ultima modifica il 18 novembre 1988. Questa versione è programmata con Turbo C e viene talvolta attribuita a posteriori a Rhett Anderson, che poi lo concesse in pubblico dominio, ma il suo nome non compare nel gioco.
I rifacimenti e varianti non ufficiali di Arcade Volleyball sono numerosi, quasi sempre in ambito freeware o dei giochi per browser. Uno dei più noti è Blobby Volley, open source del 2000. Esiste anche Pac & Mac o Volleyball per Commodore 64, di origine sconosciuta, che riproduce fedelmente le versioni Amiga e DOS con un solo omino a testa.